# Уголовное право России
Уголо́вное пра́во Росси́и — самостоятельная отрасль российского права, регулирующая общественные отношения, связанные с совершением преступных деяний, назначением наказания и применением иных мер уголовно-правового характера, устанавливающая основания привлечения к уголовной ответственности либо освобождения от уголовной ответственности и наказания.
Изучение данной отрасли составляет часть предмета науки уголовного права. В юридических вузах Российской Федерации уголовное право России является предметом отдельного учебного курса.

## История развития
А. Г. Кибальник выделяет в истории российского уголовного права следующие четыре основных этапа, отмечая при этом, что данная периодизация является условной и не единственной.

### Средневековое уголовное законодательство
Первые известные нам уголовно-правовые нормы Древней Руси были закреплены в договорах с Византией 907, 911, 944 годов и в Русской правде. В этот период основой для писаного права служили правовые обычаи. Преступления в этот период не считались опасными для общества в целом, рассматривались как посягательство на личные интересы, что выражалось в установлении имущественной компенсации ущерба («виры») и возможности применения наказаний, основанных на принципе талиона.
В XV—XVII веках уголовно-правовые нормы окончательно приобрели публичный характер, преступления стали рассматриваться как деяния, угрожающие всему обществу в целом; в памятниках права этого периода (Судебники 1497, 1550 годов, Соборное уложение 1649 года) светские уголовно-правовые нормы отделяются от церковных, однако всё ещё неразрывно связаны с нормами других отраслей права.

### Законодательство Нового времени
Первым нормативным актом, практически целиком состоящим из уголовно-правовых норм, стал Артикул воинский Петра I, принятый в 1716 году. Несмотря на то, что основное внимание в нём уделялось военно-уголовному законодательству, в нём были и нормы общего характера, в том числе заимствованные из уголовного законодательства европейских государств.
Также к этому периоду относится Устав благочиния, принятый в период царствования Екатерины II. В начале XIX века было также подготовлено несколько проектов Уголовного уложения. Нормы уголовного права вошли и в Свод законов Российской империи 1833 года, где были представлены в Книге первой тома XV «О преступлениях и наказаниях вообще».
Первый полноценный уголовный кодекс — Уложение о наказаниях уголовных и исправительных — был подписан в 1845 году Николаем I. Основной его особенностью в сравнении с более ранними нормативными актами было выделение общей части как элемента структуры кодифицированного акта. Среди особенностей Уложения заслуживает внимания подробно разработанная система наказаний, включавшая 12 их «родов» и 38 «степеней». Кроме этого, нормы, предусматривающие уголовную ответственность, содержались в Воинском уставе о наказаниях (282 статьи).
22 марта 1903 года, в период царствования Николая II, было принято новое Уголовное уложение, в котором были учтены произошедшие в России экономические и социально-политические изменения. Уложение носило весьма прогрессивный характер и с точки зрения уголовно-правовой науки и юридической техники. Однако оно так и не вступило в силу в полном объёме.
В период между Февральской и Октябрьской революцией 1917 года применялись уголовные законы дореволюционного периода: Уложения 1845 и 1903 годов. Одновременно постановлениями Временного правительства вводились и новые уголовно-правовые нормы.

### Уголовное право в советский период
В первые годы советской власти ответственность за преступления устанавливалась отдельными декретами, постановлениями и инструкциями. В целом, несмотря на то, что формально все законодательные предписания Российской империи в 1918 году прекратили своё действие, фактически новые законодательные акты во многом восприняли конструкции Уложений 1845 и 1903 года. В 1919 году были приняты Руководящие начала по уголовному праву РСФСР, фактически первый кодифицированный уголовно-правовой акт советской власти.
Уголовное законодательство, принятое в 1920-х — 1930-х годах (Уголовный кодекс РСФСР 1922 года, Уголовный кодекс РСФСР 1926 года, Основы уголовного законодательства Союза ССР и союзных республик 1924 года), как и ранее действовавшее царское законодательство, имело своей приоритетной целью охрану политических интересов власти; при этом многие его нормы имели репрессивный характер.
В последовавший за смертью Сталина период демократизации общественных отношений были приняты Основы уголовного законодательства Союза СССР и союзных республик 1958 года и Уголовный кодекс РСФСР 1960 года, в которых были значительно либерализованы все институты уголовного права, а перекос в сторону большей защиты государственных интересов в ущерб личным и классовая дискриминация уже не имели такого выраженного характера, как в предыдущих актах.
Перестройка общественных отношений, начатая в 1985 году, затронула и уголовное законодательство. На основе разработанной в 1987 году группой учёных Академии наук СССР теоретической модели уголовного кодекса были приняты Основы уголовного законодательства СССР и союзных республик 1991 года, учитывавшие демократические преобразования в обществе. Ввиду распада СССР они так и не вступили в силу.

### Уголовное право в период экономических реформ
В период экономических преобразований в России продолжал действовать УК РСФСР 1960 года, однако его содержание существенно менялось, отражая новые экономические и социальные характеристики общества: так, например, была унифицирована уголовно-правовая охрана государственной и иных видов собственности, декриминализованы многие ранее считавшиеся преступными деяния.
В 1996 году был принят Уголовный кодекс РФ, вступивший в силу с 1 января 1997 года, более полно отразивший новые экономические и политические реалии российского общества. В нём произошёл переход к приоритетной защите прав и свобод человека, а не интересов государства, наметился сдвиг от пунитивного (карательного) правосудия, целью которого является наказание преступника, к реституционному правосудию, целью которого является урегулирование социального конфликта, реставрация общественных отношений, нарушенных преступлением.
Уголовный кодекс РФ постоянно изменяется, за первые 10 лет его действия (с 1 января 1997 года по 1 января 2007 года) было принято 25 законов, внёсших в него более 300 изменений.

## Задачи уголовного права России
Задачи уголовного права в целом совпадают с задачами Уголовного кодекса РФ (часть 1 статьи 2 УК РФ):
- Охрана прав и свобод человека и гражданина, собственности, общественного порядка и общественной безопасности, окружающей среды, конституционного строя Российской Федерации от преступных посягательств.
- Обеспечение мира и безопасности человечества.
- Предупреждение преступлений.

Порядок, в котором УК РФ перечисляет охраняемые уголовным правом объекты, соответствует приоритетам уголовно-правовой охраны. УК РФ 1996 г., в отличие от УК РСФСР 1960 г., ставит на первое место интересы личности, а лишь затем интересы общества и государства.

## Система
Система российского уголовного права основывается на системе уголовного законодательства, но не совпадает с ней, поскольку включает институты, которые не получили явного законодательного закрепления. Уголовное право делится на Общую и Особенную части.
- Общая часть
  - Уголовный закон: понятие, принципы и задачи уголовного законодательства; уголовная ответственность и её основание; действие уголовного закона во времени и в пространстве
  - Преступление: общие положения о преступлении; состав преступления (объект преступления, объективная сторона преступления, субъект преступления, субъективная сторона преступления); неоконченное преступление; соучастие в преступлении; обстоятельства, исключающие преступность деяния; множественность преступлений
  - Наказание: понятие и цели наказания; система и виды наказаний; назначение наказания; освобождение от уголовной ответственности; освобождение от наказания; амнистия; помилование; судимость
  - Особенности уголовной ответственности несовершеннолетних
  - Иные меры уголовно-правового характера: принудительные меры воспитательного воздействия; принудительные меры медицинского характера; конфискация имущества
- Особенная часть
  - Преступления против личности: против жизни и здоровья; свободы, чести и достоинства личности; половой неприкосновенности и половой свободы личности; конституционных прав и свобод человека и гражданина; семьи и несовершеннолетних
  - Преступления в сфере экономики: против собственности; интересов службы в коммерческих и иных организациях; преступления в сфере экономической деятельности
  - Преступления против общественной безопасности и общественного порядка: против общественной безопасности; здоровья населения и общественной нравственности; безопасности движения и эксплуатации транспорта; экологические преступления; преступления в сфере компьютерной информации
  - Преступления против государственной власти: против основ конституционного строя и безопасности государства; государственной власти, интересов государственной службы и службы в органах местного самоуправления; правосудия; порядка управления
  - Преступления против военной службы
  - Преступления против мира и безопасности человечества

Нормы общей и особенной частей уголовного права применяются, как правило, совместно. Содержащиеся в особенной части признаки конкретных преступлений дополняются имеющимися в общей части признаками, едиными для всех преступлений.
Кроме того, в теории уголовного права выделяют понятие института уголовного права, который является системой норм уголовного права, регулирующих некую относительно самостоятельную группу общественных отношений, близких по своему содержанию; выделяют институты наказания, соучастия и т. д.

## Принципы уголовного права России
УК РФ выделяет 5 уголовно-правовых принципов. Содержание этих принципов не является специфичным ни для уголовного права, ни для российского законодательства в целом, поскольку основывается на Конституции РФ и общепризнанных принципах и нормах международного права.

### Принцип законности
Согласно части 1 статьи 3 УК РФ, применительно к уголовному праву принцип законности означает, что преступность, наказуемость и иные уголовно-правовые последствия деяния может устанавливаться только уголовным законодательством.
Часть 2 статьи 3 УК РФ дополняет данный принцип указанием, что применение уголовного закона по аналогии не допускается. Это означает, что преступлением может быть признано лишь такое деяние, признаки которого точно совпадают с закрепленными в уголовном законе. Такой подход утвердился в судебной практике относительно недавно, в период действия УК РСФСР 1960 г. Действовавшие ранее УК РСФСР 1922 г. и УК РСФСР 1926 г. в явном виде допускали привлечение к уголовной ответственности в случаях, когда деяние лица лишь частично соответствовало признакам конкретного указанного в законе преступления (то есть по аналогии). Указывается, что «аналогия в уголовном праве приводила к […] необоснованному и противозаконному в ряде случаев привлечению граждан к уголовной ответственности, создавала условия для произвольного толкования закона». Применение закона по аналогии в этот исторический период выступало одной из составных частей механизма сталинских репрессий.
Указание в законодательной формулировке принципа законности на деяние означает наказуемость лишь действий или бездействия лица, имеющих общественную опасность. Указывается, что не должны наказываться мысли, идеи, убеждения, даже выраженные вовне в объективной форме (например, в дневниковой записи).

### Принцип равенства граждан перед законом
Статья 4 УК РФ так формулирует этот принцип: «Лица, совершившие преступления, равны перед законом и подлежат уголовной ответственности независимо от пола, расы, национальности, языка, происхождения, имущественного и должностного положения, отношения к религии, убеждений, принадлежности к общественным объединениям, а также других обстоятельств». Данный принцип прямо вытекает из статьи 7 Всеобщей декларации прав человека и потому является общим для всего мирового сообщества.
Единым для всех без исключения лиц является лишь основание уголовной ответственности — совершение деяния, содержащего все признаки состава преступления (статья 8 УК РФ). Пределы уголовной ответственности могут быть различными для разных категорий лиц: например, смертная казнь не назначается женщинам, несовершеннолетним и лицам, достигшим возраста 65 лет. Кроме того, для отдельных категорий лиц (например, главы государства или депутатов высшего законодательного органа власти) могут устанавливаться особые усложненные процедуры привлечения к ответственности ввиду особенностей их правового статуса. Специалистами, однако, указывается, что в Российской Федерации для некоторых категорий таких лиц (депутаты, судьи) процедура привлечения к уголовной ответственности усложнена чрезмерно, что приводит к фактической безнаказанности совершённых преступлений.
Кроме того, равенство оснований применения уголовной ответственности не означает равенства наказаний: наказания всегда индивидуализируются, учитывают личность конкретного преступника.

### Принципвины
Согласно статье 5 УК РФ уголовная ответственность может быть только виновной. Объективное вменение, то есть уголовная ответственность за невиновное причинение вреда, в российском уголовном праве не допускается. Если в деянии нет вины лица в форме умысла или неосторожности, то это означает, что причинённый им вред на самом деле вызван действием внешних сил, не подконтрольных субъекту; такой вред не может быть наказан, поскольку имеет характер, аналогичный действию сил природы (штормов, лесных пожаров, наводнений).
Данный принцип (его также называют принципом субъективного вменения) имеет особо важное значение. Он ставит на первое место в системе оснований уголовной ответственности не внешние проявления преступной деятельности, а внутреннее психическое отношение лица к совершаемому деянию. Так, например, если при совершении хищения потерпевший или иные лица видели действия виновного, однако он сам, исходя из окружающей обстановки, полагал, что действует тайно, содеянное является тайным хищением чужого имущества, то есть кражей, а не грабежом. Следовательно, для правильной квалификации преступления необходимо установить прежде всего субъективную сторону преступления (вину, мотивы и цели лица), что нередко является довольно сложной задачей.

### Принципсправедливости
Регламентация этого принципа в российском уголовном законодательстве состоит из двух частей. Во-первых, наказание и иные меры уголовно-правового характера, применяемые к лицу, совершившему преступление, должны быть справедливыми, то есть соответствовать характеру и степени общественной опасности преступления, обстоятельствам его совершения и личности виновного. Справедливость здесь понимается не как точное соответствие меры наказания причиненному вреду (принцип талиона), а как назначение меры наказания в рамках, установленных законом и с учётом обстоятельств, предусмотренных законом, то есть носит относительный характер.
Во-вторых, согласно части 2 статьи 6 УК РФ, никто не может нести уголовную ответственность дважды за одно и то же преступление. Это положение восходит к римскому праву и часто цитируется в форме «non bis in idem». Если лицо было осуждено или оправдано судом в ходе уголовного судопроизводства, то повторное привлечение его к ответственности за то же самое деяние (даже при условии другой его квалификации) является недопустимым.
Справедливость уголовного закона в теории уголовного права толкуется также как требование социальной обусловленности уголовного закона, который должен учитывать как исторически сложившиеся нормы морали и обычаи, так и актуальные потребности современности. Тем не менее, указывается, что требование социальной обусловленности не означает слепого следования «воле народа», выраженной, например, в результатах социологических опросов; социально обоснованным следует признать такой закон, который эффективно выполняет поставленные перед ним задачи: охрану общественных отношений от преступных посягательств, предупреждение преступлений и исправление осуждаемых за преступления лиц.

### Принципгуманизма
Статья 7 УК РФ устанавливает, что уголовное законодательство обеспечивает безопасность человека и что наказание и иные меры уголовно-правового характера не могут иметь целью причинение физических страданий или унижение человеческого достоинства. В основе данного положения лежит конституционное положение, согласно которому человек, его жизнь, права и свободы признаются высшей социальной ценностью. Схожие положения содержатся в статье 5 Всеобщей декларации прав человека).
Толкование термина «гуманизм» в уголовном праве отличается от бытующего в обществе (связанного с представлением о снисходительном отношении к нарушениям закона: «советский суд — самый гуманный суд в мире»). Гуманизм направлен на защиту прав и интересов в первую очередь потерпевших от преступления. В отношении преступников он выражается в основном в исключении возможности применения наказаний, не соответствующих статусу личности человека как высшей ценности, закреплённому статье 2 Конституции РФ. Гуманизм не исключает карательной направленности наказания, ориентированной на причинение не являющихся чрезмерными страданий.
Тем не менее, в литературе отмечается, что не следует абсолютизировать карательное воздействие уголовного права, поскольку оно во многом не позволяет достичь целей, которые оно призвано решить. Ещё Маркс писал: «…история и такая наука, как статистика, с исчерпывающей очевидностью доказывают, что со времени Каина мир никогда не удавалось ни исправить, ни устрашить наказанием. Как раз наоборот!» Указывается, что значительных достижений в вопросах борьбы с преступностью позволяет добиться применение таких мер, которые не связаны с традиционным представлением о уголовно-правовой каре, в том числе не являющихся наказанием иных мер уголовно-правового характера.

### Принципы уголовного права, прямо не закреплённые в законе
Не все принципы российского уголовного права получили прямое закрепление в уголовном законе. Теоретиками выделяются несколько принципов, которые непосредственного нормативного закрепления не имеют, но всё же играют важную роль в судебной практике.
К их числу относятся принципы демократизма, неотвратимости ответственности, дифференциации и индивидуализации уголовной ответственности и наказания, экономии уголовной репрессии, принцип личной ответственности и другие.

#### Принцип личной ответственности
Следствием принципа вины является личный характер уголовной ответственности: человек ни при каких условиях не должен нести ответственность за поступок, совершённый другим человеком. В практике Верховного Суда СССР имел место следующий случай:

К. и Ш. признаны виновными в том, что являясь рабочими геолого-разведочной партии, совершили неосторожное причинение смерти. К. около 9 часов утра 9 августа 1963 г. пошёл умываться к реке, протекающей на расстоянии 200 м от посёлка, и на противоположном берегу реки увидел колебание кустов, чёрный силуэт и услышал треск веток. Полагая, что в кустах медведь, К. побежал в дом поисковой партии и рассказал об этом Ш. Оба они взяли одноствольные ружья 16-го калибра, зарядили их одинаковыми патронами и вместе побежали к реке. На берегу реки Ш. с колена, а К. стоя одновременно произвели выстрелы в кусты противоположного берега, где, по мнению К., находился медведь. В кустах оказался техник-геофизик, которому одним из выстрелов было причинено смертельное ранение.
Решением суда К. и Ш. оба были признаны виновными в неосторожном причинении смерти, так как выстрелы по цели произвели одновременно, с одинакового расстояния, из одинаковых ружей, заряженных одинаковыми пулями. Однако в процессе следствия и судебного разбирательства дела не установлено, кто именно из них — Ш. или К. — причинил смертельное ранение потерпевшему. При таких обстоятельствах Пленум Верховного Суда приговор отменил и направил дело на новое рассмотрение для установления конкретного лица, виновного в совершении этого преступления.
— Бюллетень Верховного Суда СССР. 1966. № 5. С. 24—26
В данной ситуации привлечь к ответственности можно было лишь то лицо, пуля которого попала в цель; действия другого не являются преступными. Помимо случаев, когда нельзя достоверно установить виновность конкретного лица в деянии, сфера действия этого принципа распространяется на случаи возможного привлечения к ответственности вследствие наличия определённых родственных или иных связей (которое нередко имело место в недавнем прошлом — см. член семьи изменника Родины). В современном праве в таких случаях применение каких-либо мер ответственности исключается.

#### Принцип неотвратимости ответственности
Модельный Уголовный кодекс для стран — участниц СНГ так формулирует данный принцип:

(1) Лицо, совершившее преступление, подлежит наказанию или иным мерам воздействия, предусмотренным Уголовным кодексом.
(2) Освобождение от уголовной ответственности и наказания возможно только при наличии оснований и условий, предусмотренных законом.
— Статья 7. Принцип неотвратимости ответственности
Данный принцип не был включён в систему УК РФ, поскольку его разработчиками было решено, что он носит скорее процессуальный характер, а его уголовно-правовые аспекты охватываются содержанием принципов законности и равенства.

#### Принцип демократизма
Под демократизмом в уголовном праве понимается возможность участия общественных органов (политических партий, общественных организаций, трудовых коллективов и т. д.) в исправлении преступников (как правило, совершивших преступления небольшой тяжести); такая практика была широко распространена в позднесоветский период: на рассмотрение общественности в 1989—1990 годах передавалось до трети виновных в нетяжких преступлениях лиц.
Такая практика была сочтена нарушающей принцип законности и в систему принципов УК РФ демократизм не вошёл.

#### Принцип интернационализма
В советский период уголовное право России защищало интересы не только самого Союза ССР, но и дружественных ему социалистических государств: так, шпионаж советского гражданина против Кубы или социалистических государств Европы рассматривался как измена Родине; собственность этих государств защищалась наравне с государственной собственностью (в то время как собственность капиталистических государств приравнивалась к личной собственности).
В настоящее время Российская Федерация также участвует в мировом сотрудничестве в сфере борьбы с отдельными видами преступности. В первую очередь это касается преступлений международного характера: наркобизнеса, терроризма, захвата заложников, незаконной торговли оружием и т. д. Россия является членом нескольких специализированных международных организаций, в том числе Интерпола. В целом можно сказать, что и для современного российского уголовного права характерен интернационализм, который уже не ограничивается защитой интересами отдельных дружественных государств, а ориентирован на мировое сообщество в целом.